# 銭函
銭函（ぜにばこ、古文書では「錢凾」）は北海道小樽市の地名。1丁目から5丁目まである。郵便番号は1-3丁目が047-0261、4・5丁目が061-3271。

## 概要
銭函地区は石狩湾の砂浜が途切れる位置にある。国道5号と国道337号とJR北海道函館本線が通る。明治時代のはじめには、札幌に海から至る交通上の要地であり、その後も小樽と札幌を結ぶ中継点として栄えた。
札幌市のベッドタウン化しつつあり、特に3丁目は同市手稲区星置の市街に隣接しているため、人口は増加傾向にある。また、準工業地帯として軽工業的な工場が立ち並び銭函工業団地を形成している。一方、漁師町の流れをくむ1丁目及び2丁目地域では、昔ながらの商店やもちろん現役の漁師が住む歴史ある街として現存している。
なお、銭函4・5丁目はかつて石狩町（現・石狩市）だった地域である。石狩湾新港開発に伴い石狩町より編入したものであり、工業地帯となっている。
銭函3丁目と銭函4丁目は新川を隔てて隣接しているものの橋がないため、この間を往来するには一旦札幌市域に入っての移動となる実質的な飛地である。また、この地域は郵便番号上3桁及び市外局番も1～3丁目と異なり、石狩市に準じたものになっている。

### 地名の由来
和名と思われ、いつもニシンが大量にとれたため、「銭函」となったとされる。
このほか、ニシン漁により、当時はどの漁師の家にも銭箱が積まれていたから、とする説明などがある。

## 地理
小樽市最東端に位置している。1丁目は海岸段丘上にあり、また、3 - 5丁目は石狩平野の北西端に位置しているため、比較的平地が広がっている。2丁目はそれらの中間に位置し起伏が大きい。
東側は、札幌市手稲区（星置、手稲山口、手稲前田）及び石狩市（新港西、新港中央）に接する。海岸線沿いの西側は張碓町、山側は国道5号を挟んで春香町、桂岡町、見晴町、星野町にそれぞれ接する。

### 河川
- 新川
  - 白井川
  - 清川
- 星置川
  - ポンナイ川
  - キライチ川
- 銭函川
- 礼文塚川

## 歴史
銭函はアイヌが住む時代から鮭漁の場所として栄え、北海道開拓の父、島義勇が札幌に開拓府を建設するにあたり、交通、交易の要所として仮本府を白濱園松宅に置いた場所でもあり、その後も明治14年の鉄道開通の時も小樽と共に開駅した歴史のある場所である。
1938年（昭和13年）1月27日、銭函の約8km沖合で石炭運搬船「昭広丸（1222トン）」が沈没。死者・行方不明31人。遺体や遺品が浜中浜などに多数漂着した。

## 交通

### 鉄道
北海道旅客鉄道（JR北海道）函館本線
- 銭函駅
- ほしみ駅（札幌市域に位置しているが小樽市民の利用も多く、銭函工業団地に通勤する人の利用も多い）

### 路線バス
- 北海道中央バス - 札樽線 (北海道中央バス)、真栄営業所
- ジェイ・アール北海道バス - 札樽線 (ジェイ・アール北海道バス)

### 道路
高速自動車国道
- 札樽自動車道銭函IC（星野町に所在）

一般国道
- 国道5号
- 国道337号

北海道道
- 北海道道147号銭函インター線
- 北海道道225号小樽石狩線
- 北海道道1066号石狩湾新港線
- 北海道道1126号銭函停車場線

### 港湾
- 石狩湾新港
  - 樽川埠頭
  - 西埠頭

## 施設

### 官公庁
- 小樽市役所銭函サービスセンター
- 小樽警察署銭函交番
- 小樽市消防本部銭函支署
- 銭函下水終末処理場
- 自衛隊銭函演習場

### 公共施設
- 小樽市銭函市民センター

### 郵便局
- 銭函郵便局
- 小樽銭函西郵便局

### 金融機関
- 北海道信用金庫銭函支店

### 医療機関
- 医療法人ひまわり会札樽病院

### 職業訓練機関
- 北海道職業能力開発大学校

### 教育機関
特別支援学校
- 北海道高等聾学校
- 北海道小樽高等支援学校

### レジャー
- 小樽カントリー倶楽部
- 銭函海水浴場
- サンセットビーチ銭函
- おたるドリームビーチ

## 祭り・イベント
銭函地区の主な祭り・イベント
- 豊足神社例大祭(6月下旬)
- 小樽ビール銭函醸造所まつり(8月上旬)
- ライジング・サン・ロックフェスティバル(8月中旬)